# Klåpen
Klåpen est une localité du comté de Troms, en Norvège.

## Géographie
Administrativement, Klåpen fait partie de la kommune d'Ibestad.